# Molly Meech
Pour les articles homonymes, voir Meech.
Molly Meech est une skipper néo-zélandaise née le 31 mars 1993. Elle a remporté avec Alex Maloney la médaille d'argent du 49er FX féminin aux Jeux olympiques d'été de 2016 à Rio de Janeiro.